# Ex chiesa di San Lorenzo e Convento Cappuccini
L'ex chiesa di San Lorenzo e Convento Cappuccini è stata una chiesa conventuale di Argenta che dagli anni ottanta ospita la Biblioteca Comunale "F.L.Bertoldi" e l'archivio storico comunale Argentano. Risale al XVI secolo.

## Storia
Il complesso religioso venne edificato nella seconda metà del XVI secolo, quando arrivarono ad Argenta i frati cappuccini.
Risulta verosimile, anche da indagini sulla lapide che si trova su una fiancata dell'ex edificio religioso, che la fondazione sia da anticipare alla prima metà del secolo e sia legata ad una preesistente chiesa, costruita nei primi anni successivi all'arrivo a Ferrara dei monaci nel 1537.
Con l'arrivo dell'esercito napoleonico la chiesa ed il convento vennero soppressi, e la situazione non mutò con l'instaurarsi del Regno d'Italia. Il complesso fu sconsacrato e venne per un certo periodo utilizzato dal comune di Argenta come ospedale, poi come asilo per famiglie povere ed infine abbandonato al degrado.
Nel secondo dopoguerra, a partire dagli anni ottanta, tutti gli edifici della chiesa e del convento vennero restaurati e riutilizzati, in considerazione anche della loro posizione centrale. Dal 1987 divennero sede della biblioteca comunale e del centro culturale.
Con il XXI secolo l'ex edificio religioso è divenuto anche sede decentrata dell'Università degli Studi di Ferrara.
Dal 2018 sono iniziati nuovi lavori di ristrutturazione.
Attualmente è La Biblioteca Comunale "F.L.Bertoldi".